# Gościrady
Gościrady (deutsch Julienhof) ist ein Ort in der polnischen Woiwodschaft Ermland-Masuren und gehört zur Landgemeinde Kowale Oleckie (Kowahlen, 1938 bis 1945 Reimannswalde) im Powiat Olecki (Kreis Oletzko, 1933 bis 1945 Kreis Treuburg).

## Geographische Lage
Gościrady liegt im Nordosten der Woiwodschaft Ermland-Masuren, 14 Kilometer nordwestlich der Kreisstadt Olecko (Marggrabowa, 1928 bis 1945 Treuburg).

## Geschichte
Der einst Julienhof genannte Ort bestand vor 1945 lediglich aus einem großen Hof. Seit seiner Gründung war er in die Landgemeinde Wensöwen (1938 bis 1945: Eibenau, polnisch Wężewo) eingegliedert und gehörte somit zum Kreis Oletzko – 1933 bis 1945 „Landkreis Treuburg“ genannt – im Regierungsbezirk Gumbinnen der preußischen Provinz Ostpreußen.
Seit 1945 gehört der Ort mit der dann polnischen Bezeichnung „Gościrady“ zu Polen und ist heute eine kleine Ortschaft im Verbund der Landgemeinde Kowale Oleckie im Powiat Olecki in der Woiwodschaft Ermland-Masuren.

## Religionen
Julienhof war vor 1945 in das Kirchspiel der evangelischen Kirche zu Schareyken (1938 bis 1945: Schareiken, polnisch Szarejki) im Kirchenkreis Oletzko/Treuburg innerhalb der Kirchenprovinz Ostpreußen der Kirche der Altpreußischen Union eingepfarrt. Katholischerseits war die zuständige Pfarrei in Marggrabowa (1928 bis 1945: Treuburg, polnisch Olecko).
Heute gehören die Einwohner Gościradys entweder zur evangelischen Kirchengemeinde in Gołdap (Goldap), einer Filialgemeinde von Suwałki in der Diözese Masuren der Evangelisch-Augsburgischen Kirche in Polen, oder zur katholischen Kirche in Sokółki (Sokolken, 1938 bis 1945 Halldorf), einer Tochterkirche der Pfarrei in Cichy (Czychen, 1938 bis 1945 Bolken) im Bistum Ełk (Lyck) der Katholischen Kirche in Polen.

## Verkehr
Gościrady liegt ein wenig abseits vom Verkehrsgeschehen und ist über einen Landweg zu erreichen, der von der Nebenstraße, die Stożne (Stoosznen, 1938 bis 1945 Stosnau) mit Sokółki (Sokolken, 1938 bis 1945 Halldorf) verbindet, abzweigt. Eine Bahnanbindung besteht nicht.